# Saint-Germer-de-Fly
Saint-Germer-de-Fly ist eine französische Gemeinde mit 1680 Einwohnern (Stand 1. Januar 2022) im Département Oise in der Region Hauts-de-France; sie gehört zum Arrondissement Beauvais und zum Kanton Grandvilliers.

## Geographie
Die Gemeinde Saint-Germer-de-Fly liegt im Südosten der Landschaft Pays de Bray an der Grenze zum Département Seine-Maritime, 20 Kilometer westlich von Beauvais. Durch den von mehreren kleinen Bächen durchzogenen Norden der Gemeinde verläuft die Route nationale 31 (Europastraße 46). Im Westen wird sie durch den Fluss Epte begrenzt, dem die Bahnstrecke von Paris nach Dieppe folgt. Die Bahnstrecke von Goincourt nach Gournay-Ferrières, die durch die Gemeinde führte, ist aufgelassen (Reiseverkehr seit 1939 eingestellt).

## Einwohner
| Jahr                       | 1962 | 1968 | 1975 | 1982 | 1990 | 1999 | 2010 | 2021 |
| -------------------------- | ---- | ---- | ---- | ---- | ---- | ---- | ---- | ---- |
| Einwohner                  | 1169 | 1327 | 1332 | 1355 | 1585 | 1761 | 1762 | 1690 |
| Quellen: Cassini und INSEE |      |      |      |      |      |      |      |      |

## Sehenswürdigkeiten
- Benediktiner-Abtei Saint-Germer-de-Fly

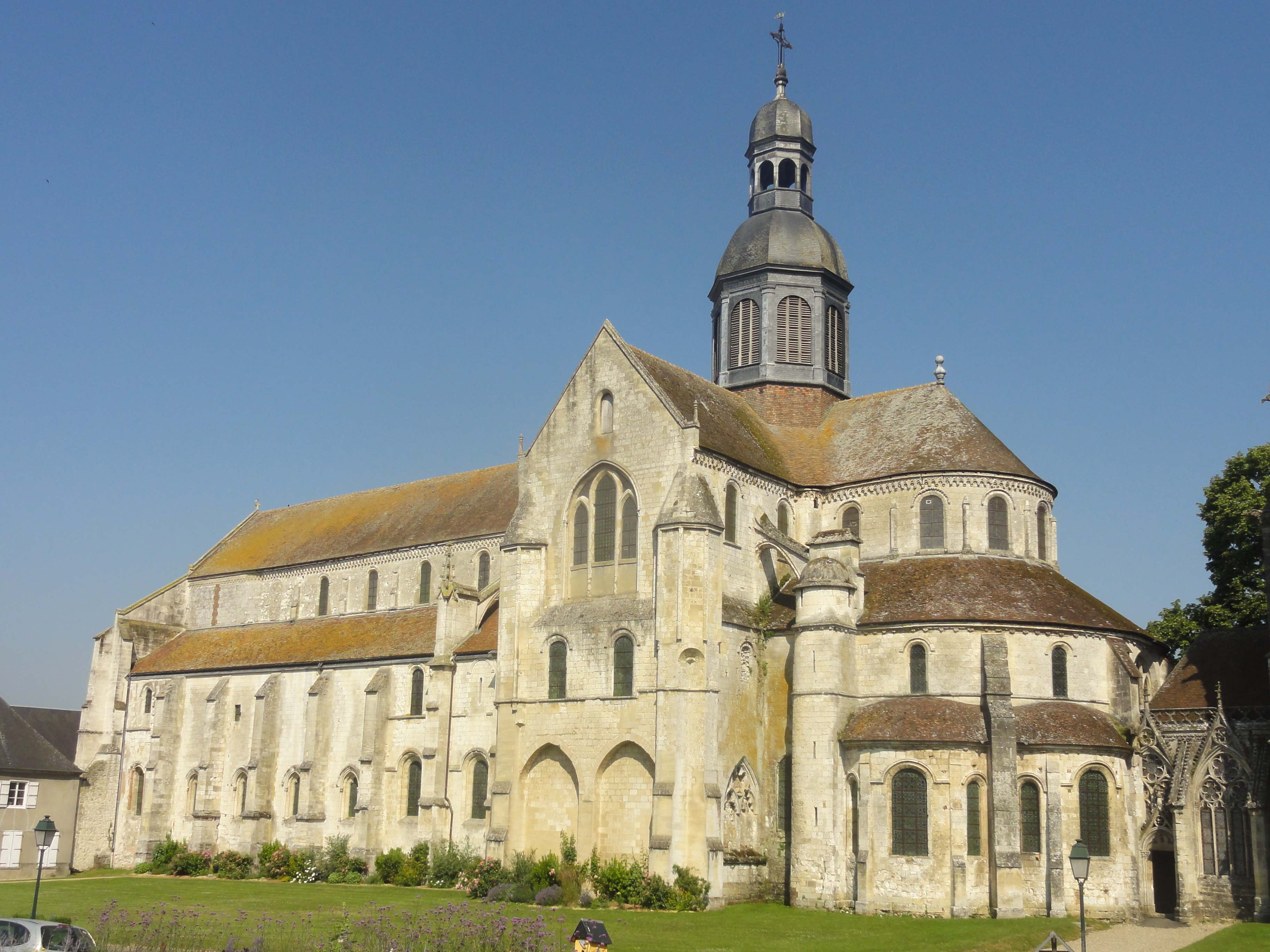
Abteikirche
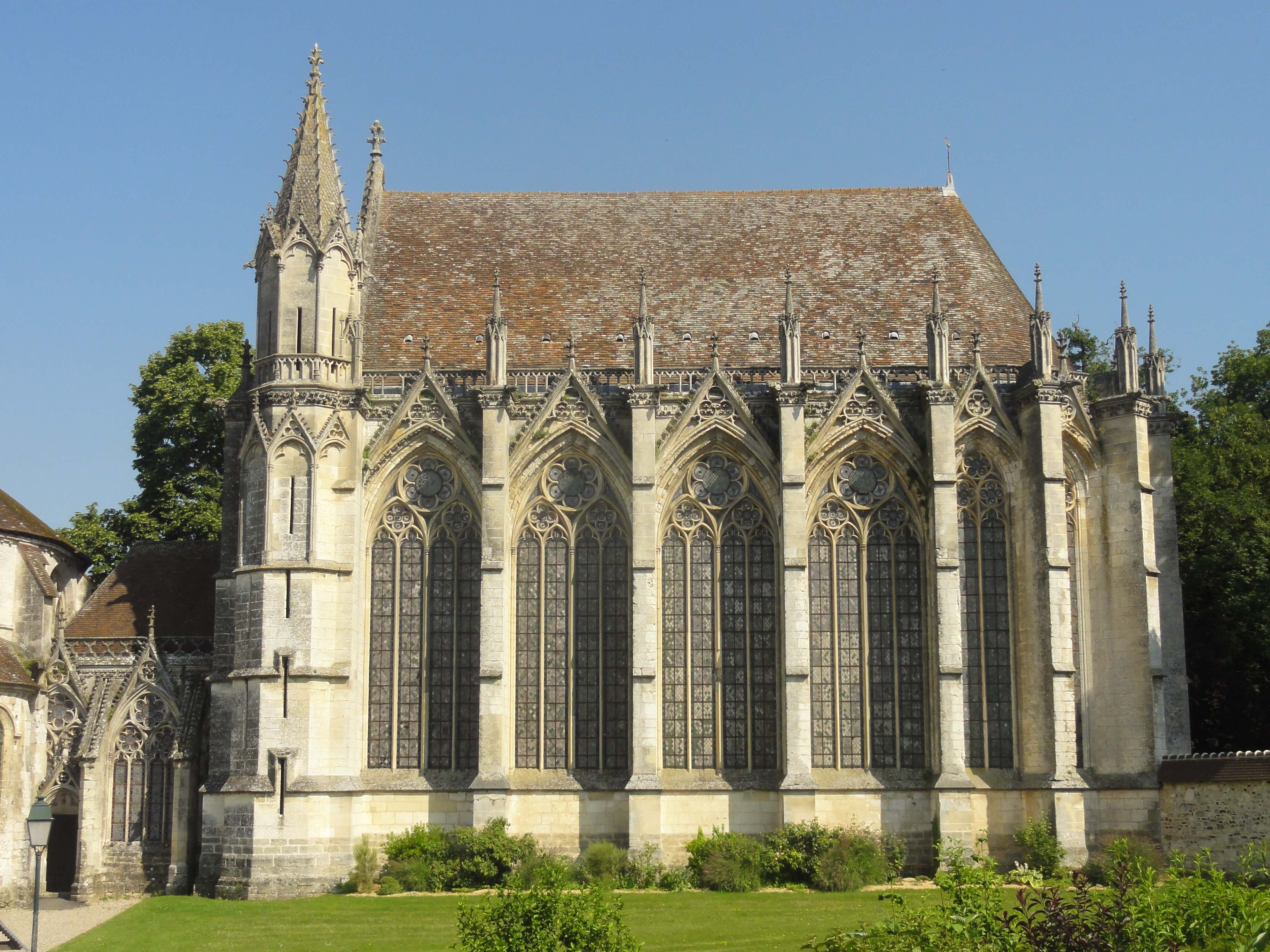
Heiligenkapelle, nordöstlicher Anbau an die ehemalige Abtei
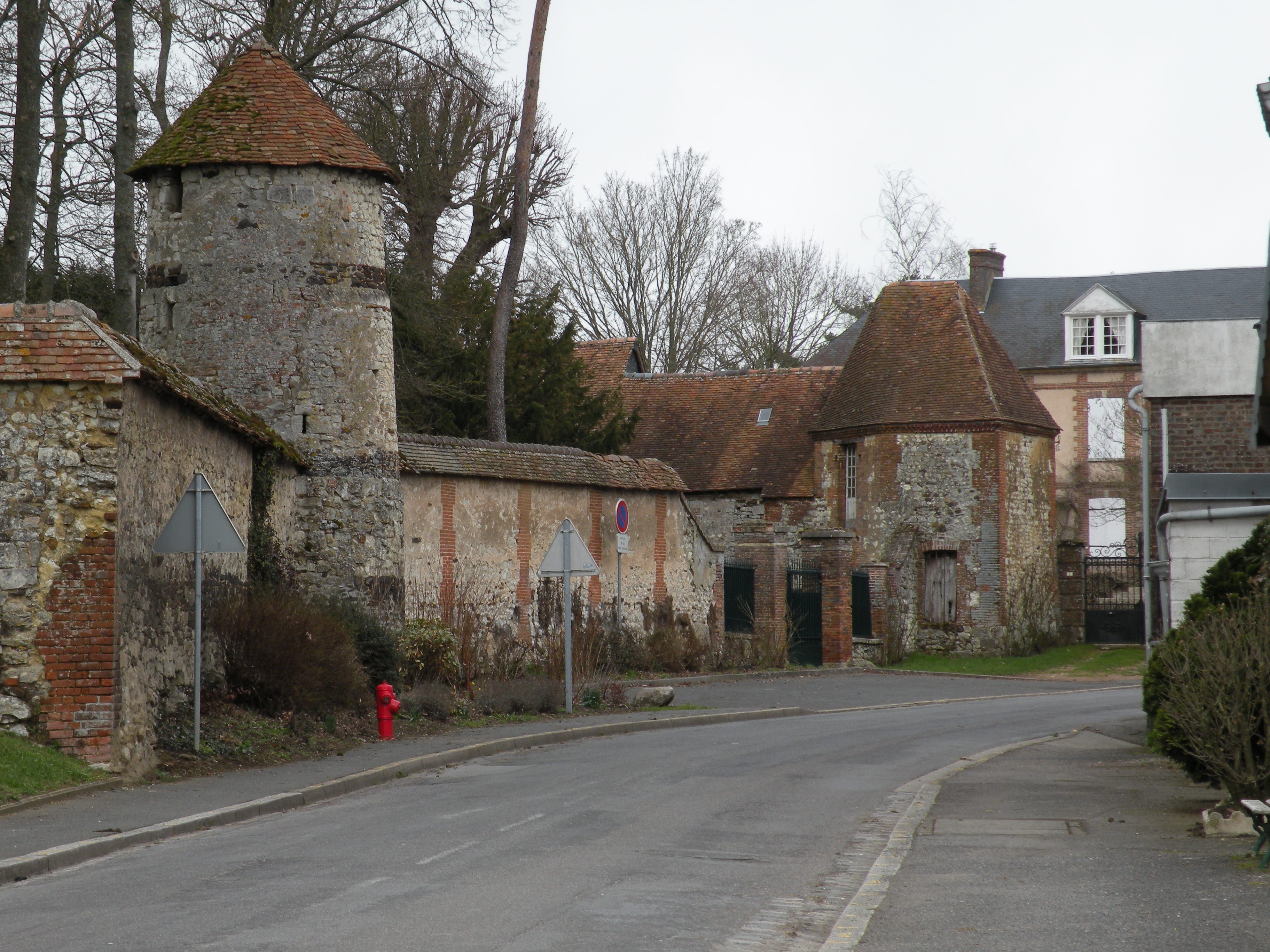
Außenmauern der ehemaligen Abtei mit dem sogenannten Kriegerturm
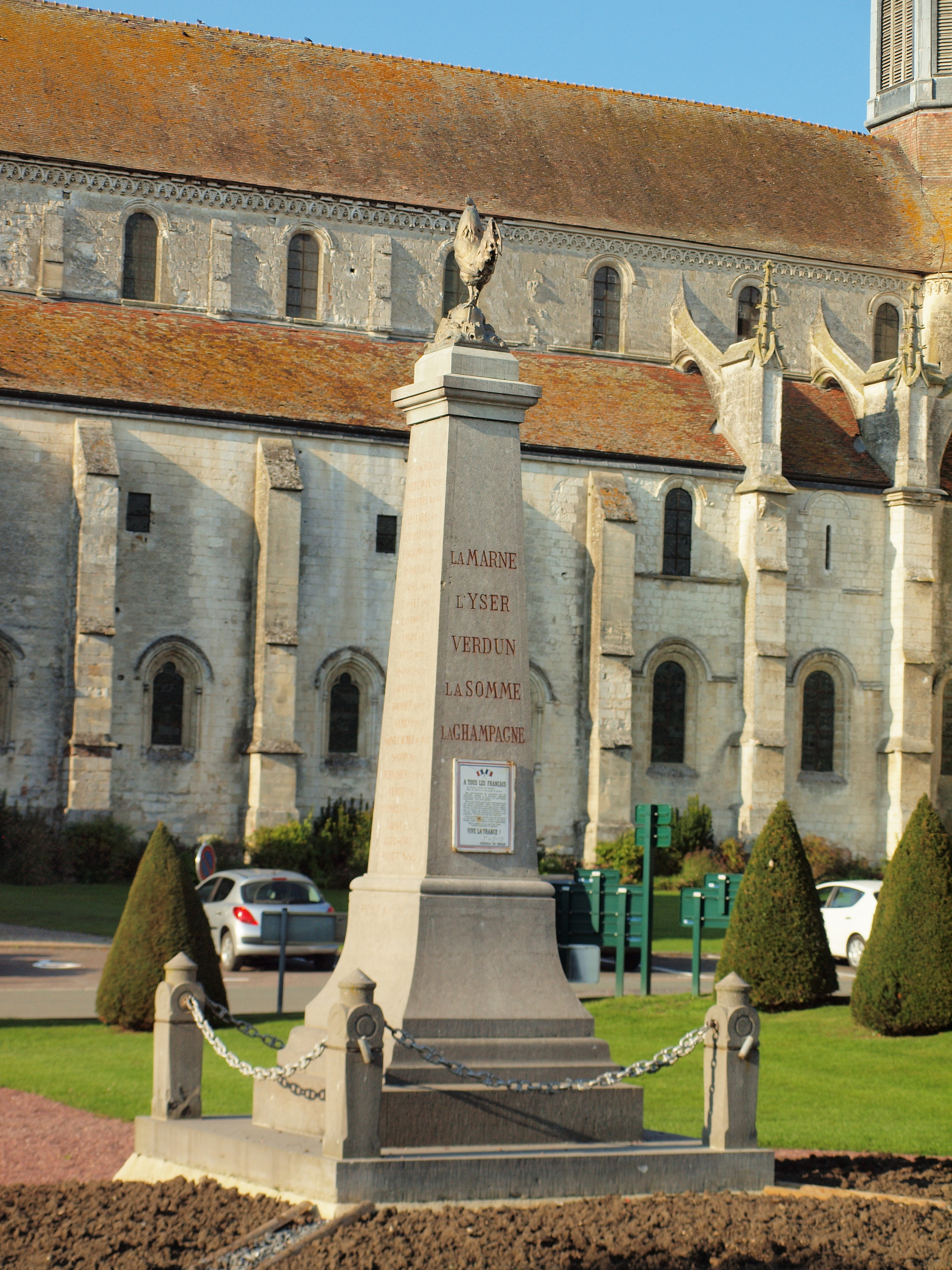
Gefallenendenkmal

## Gemeindepartnerschaft
Saint-Germer-de-Fly unterhält eine Partnerschaft mit der deutschen Kleinstadt Niedenstein in Hessen.